# (38442) Szilárd
(38442) Szilárd ist ein Asteroid des äußeren Hauptgürtels, der am 24. September 1999 von dem ungarischen Amateurastronomen Krisztián Sárneczky und dem ungarischen Astronomen Gyula M. Szabó am Piszkéstető-Observatorium (IAU-Code 461) im nordungarischen Mátra-Gebirge im Auftrag der Universität der Wissenschaften Szeged entdeckt wurde.
Der mittlere Durchmesser des Asteroiden wurde mit 4,617 km (± 0,357) berechnet, die Albedo mit 0,208 (± 0,069). Die Umlaufbahn des Asteroiden um die Sonne hat mit 0,0741 eine niedrigere Exzentrizität. Die Bahnneigung von (38442) Szilárd ist mit knapp 0,9° ebenfalls gering.
Der Asteroid ist Mitglied der Koronis-Familie, einer Gruppe von Asteroiden, die nach (158) Koronis benannt ist. Nach der SMASS-Klassifikation (Small Main-Belt Asteroid Spectroscopic Survey) wurde bei einer spektroskopischen Untersuchung von Gianluca Masi, Sergio Foglia und Richard P. Binzel bei (38442) Szilárd von einer hellen Oberfläche ausgegangen, es könnte sich also, grob gesehen, um einen S-Asteroiden handeln.
Die zeitlosen (nichtoskulierenden) Bahnelemente von (38442) Sizlárd sind fast identisch mit denjenigen von fünf kleineren Asteroiden, wenn man von der Absoluten Helligkeit von 15,0, 14,4, 14,7, 15,6 und 15,4 gegenüber 14,0 ausgeht: (40783) 1999 TT28, (50896) 2000 GS43, (59935) 1999 RR187, (198605) 2005 AM19 und (208140) 2000 EJ34.
(38442) Szilárd wurde am 30. Juli 2007 nach dem ungarisch-US-amerikanischen Kernphysiker und Molekularbiologen Leó Szilárd benannt. Nach Leo Szilárd war schon 1970 ein Mondkrater der nördlichen Mondhemisphäre benannt worden: Mondkrater Szilard.